# Copey
Copey är en ort i Costa Rica.   Den ligger i provinsen San José, i den centrala delen av landet, 40 km sydost om huvudstaden San José. Copey ligger 1 858 meter över havet och antalet invånare är 288.
Terrängen runt Copey är kuperad åt nordväst, men åt sydost är den bergig. Runt Copey är det glesbefolkat, med 17 invånare per kvadratkilometer. Närmaste större samhälle är San Marcos, 11,3 km väster om Copey. I omgivningarna runt Copey växer i huvudsak städsegrön lövskog.